# سردار كورتولوش

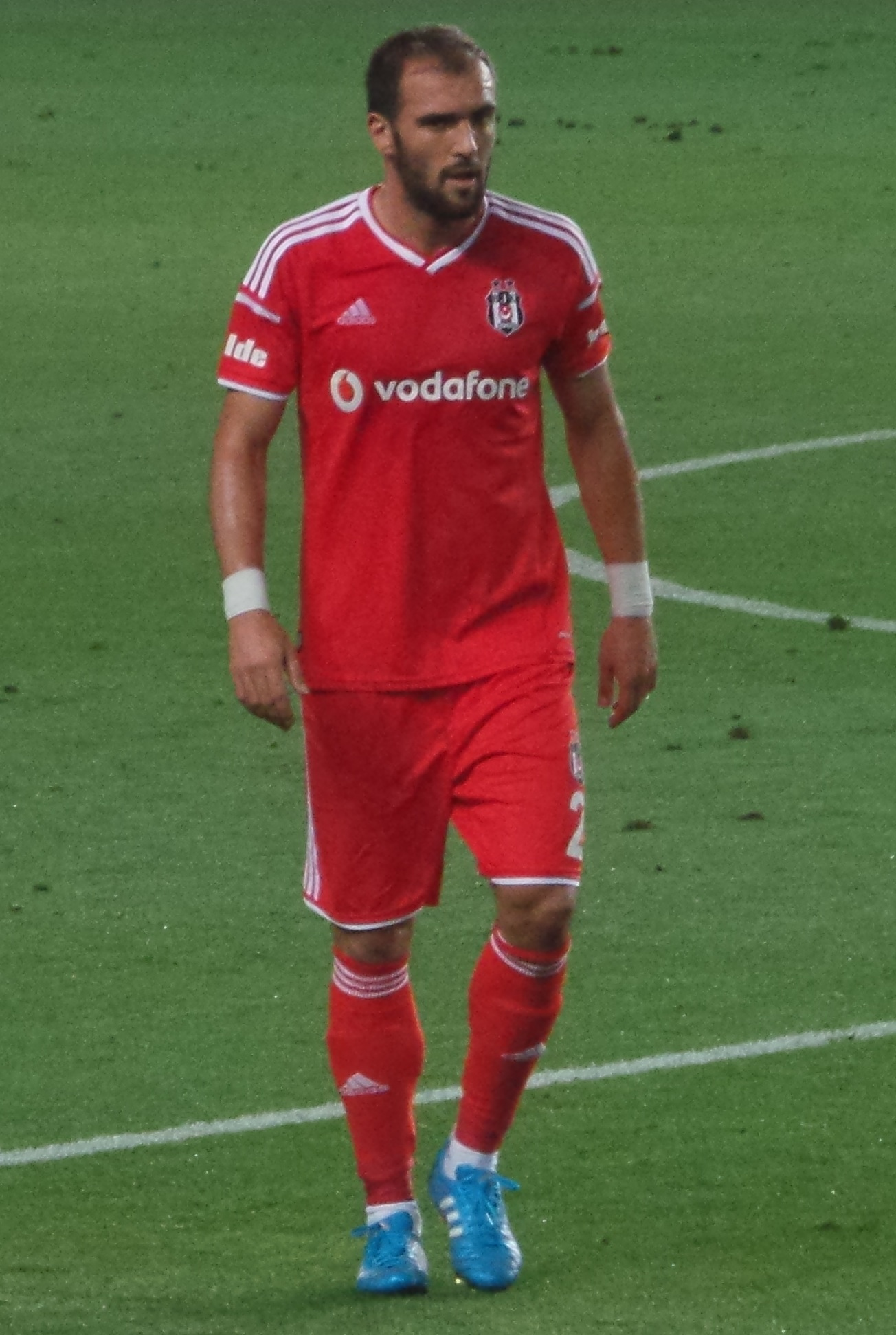
سردار كورتولوش

سردار كورتولوش (بالتركية: Serdar Kurtuluş)‏ وهو لاعب كرة قدم تركي في مركز الظهير الأيمن ولد في يوم 23 يوليو 1987 في مدينة بورصة في تركيا، يلعب حالياً مع نادي بشكتاش وسبق له اللعب مع نادي غازي عنتاب سبور وبورصاسبور، كما لعب مع منتخب تركيا لكرة القدم ويبلغ طوله 184 سم.

## مسيرته الكروية
لعب سردار كورتولوش خلال مسيرته الاحترافية مع 3 أندية في أربعة عشر موسمًا وسجل خلالها 7 أهداف ضمن 261 مباراة. حيث فاز في موسمين بالكأس وفي موسمين بالدوري.
خاض سردار كورتولوش مسيرته مع نادي بورصة سبور في موسم 2004–05 في المرة الأولى ولمدة موسمين ثم في موسم 2016–17 ولمدة موسمين، مشاركًا طوالها في 39 مباراة سجل خلالها هدفين. ثم انتقل إلى نادي بشكتاش في موسم 2006–07 في المرة الأولى واستمر معه طيلة ثلاثة مواسم ثم في موسم 2013–14 واستمر معه طيلة ثلاثة مواسم، حيث شارك طوالها في 109 مباراة ولم يسجل أي هدف. لينتقل بعدها إلى نادي غازي عنتاب سبور في موسم 2009–10 ليلعب معه أربعة مواسم، مشاركًا في 113 مباراة سجل خلالها 5 أهداف.

## روابط خارجية
- سردار كورتولوش على موقع الاتحاد الدولي (مؤرشف)  (الإنجليزية)
- سردار كورتولوش على موقع الاتحاد الأوربي (الإنجليزية)
- سردار كورتولوش على موقع اتحاد تركيا (لاعب) (الإنجليزية)
- سردار كورتولوش على موقع قاعدة بيانات كرة القدم.إي يو (الإنجليزية)
- سردار كورتولوش على موقع ناشيونال فوتبول تيمز (الإنجليزية)
- سردار كورتولوش على موقع Soccerway.com (الإنجليزية)
- سردار كورتولوش على موقع عالم كرة القدم.نت (الإنجليزية)
- سردار كورتولوش على موقع AS.com (الإسبانية)